# Partido Português
O Partido Português foi um agrupamento político brasileiro criado em 1822, ligado à figura do Imperador D. Pedro I e defensor dos interesses da alta burocracia do Estado e dos comerciantes portugueses ligados ao antigo comércio colonial.

## Contexto
Durante a regência de Dom Pedro I (1821–1822), aconteceu um processo conhecido como "politização das ruas": o centro do Rio de Janeiro, agora lar de cafés e outros espaços de socialização, tornou-se um local de discussão, onde pessoas (intelectuais, trabalhadores, etc.) encontravam-se para debater sobre vários assuntos políticos, entre eles o futuro do Brasil. Com isso surgiram três vertentes de pensamento: o Partido Brasileiro e o Partido Português, ambos representando os interesses da alta burguesia, e um terceiro grupo formado pela pequena burguesia, profissionais liberais e por operários urbanos do Rio de Janeiro e de outras capitais provinciais, o Partido Liberal-Radical.
Os membros do Partido Português, durante a Regência de D. Pedro, eram favoráveis à recolonização do Brasil, já que, no geral, beneficiavam-se com a condição de colônia do país. Depois da independência, durante a Assembleia Constituinte de 1823, passaram a defender um governo centralizado e forte (principalmente no Senado), capaz de derrotar as tendências separatistas que se verificavam no Império. Suas lideranças mais notórias foram Henrique José da Silva, Chalaça e João António Garcia de Abranches.
Vale ressaltar que, apesar de ser chamado de "Partido" e estar incluso na categoria "Partidos políticos do Brasil", o Partido Português não era efetivamente um partido político formalmente constituído no sentido moderno do termo, mas sim uma corrente de opinião.
Seu sucessor ideológico foi o Partido Restaurador, conhecido depreciativamente como "os caramurus".